# Bear Creek (comtat de Sauk)
Bear Creek és una població del Comtat de Sauk (Wisconsin) als Estats Units d'Amèrica. Segons el cens del 2000 tenia 497 habitants.

## Demografia
Segons el cens del 2000, Bear Creek tenia 497 habitants, 176 habitatges, i 140 famílies. La densitat de població era de 3,9 habitants per km².
Dels 176 habitatges en un 38,1% hi vivien nens de menys de 18 anys, en un 67,6% hi vivien parelles casades, en un 6,8% dones solteres, i en un 19,9% no eren unitats familiars. En el 15,3% dels habitatges hi vivien persones soles el 4,5% de les quals corresponia a persones de 65 anys o més que vivien soles. El nombre mitjà de persones vivint en cada habitatge era de 2,82 i el nombre mitjà de persones que vivien en cada família era de 3,18.
Per edats la població es repartia de la següent manera: un 27,4% tenia menys de 18 anys, un 6,4% entre 18 i 24, un 30% entre 25 i 44, un 24,1% de 45 a 60 i un 12,1% 65 anys o més.
L'edat mediana era de 38 anys. Per cada 100 dones de 18 o més anys hi havia 107,5 homes.
La renda mediana per habitatge era de 41.250 $ i la renda mediana per família de 48.750 $. Els homes tenien una renda mediana de 30.000 $ mentre que les dones 25.250 $. La renda per capita de la població era de 19.212 $. Aproximadament el 4,2% de les famílies i el 3,7% de la població estaven per davall del llindar de pobresa.